# Hendrick Andriessen

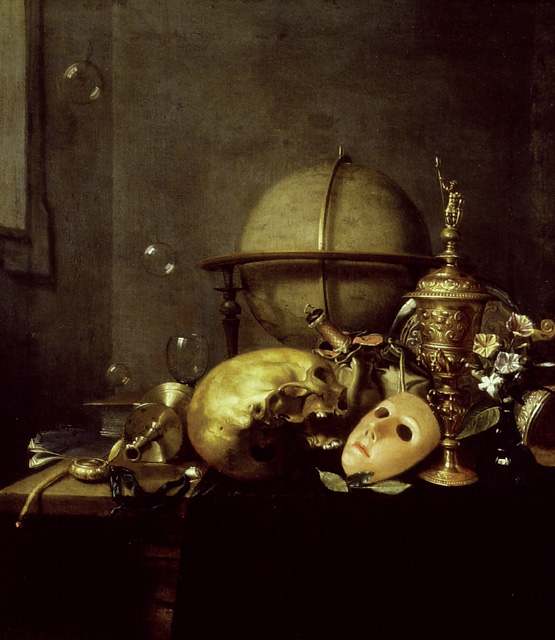
Naturaleza muerta con máscara, calavera, globo y pompas de jabón, óleo sobre lienzo, Oxford, Ashmolean Museum

Hendrick Andriessen, también conocido como Mancken Heyn (Amberes, 1607-1655), fue un pintor barroco flamenco especializado en la pintura de bodegones de vanitas con calaveras, a la manera como se hacía en los Países Bajos del Norte.

## Biografía
Se sabe muy poco sobre la vida y la carrera del artista. Bautizado en Amberes el 23 de octubre de 1607, en el curso 1637/1638 se matriculó como estudiante en el gremio de San Lucas del que luego pasó a ser miembro. Algo después se estableció en Zelanda, donde podría haber muerto en 1655, aunque el estrecho contacto con Pieter van der Willigen, quien podría haber heredado el taller de Andriessen a su muerte, parece indicar que esta hubiera tenido lugar también en Amberes. Se le conocía como Mancken Heyn (Enrique el Cojo), lo que indica que debía padecer algún defecto físico.  

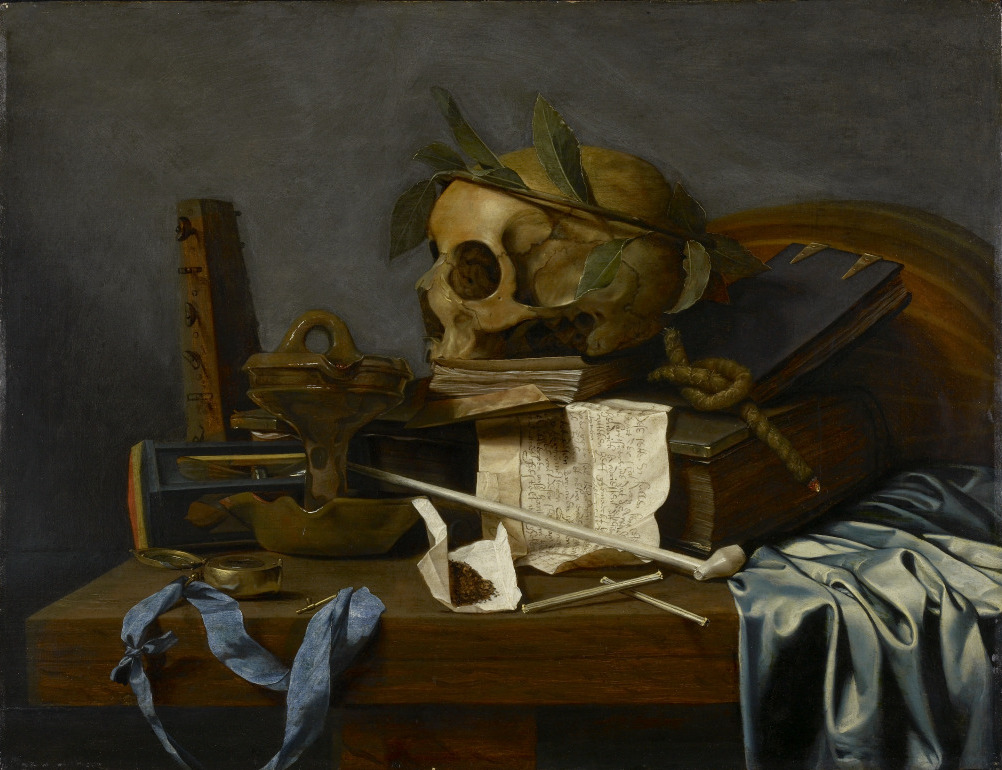
Vanitas, óleo sobre tabla, 49 x 65 cm, Toronto, Art Gallery of Ontario

## Obra
Solo se conocen unas pocas obras del artista. El número de obras atribuidas a Andriessen ha oscilado entre seis y nueve, de las cuales cinco estarían firmadas con su firma completa, sus iniciales o su monograma. Con él se relacionan alrededor de una decena de vanitas (Oxford, Museo de Bellas Artes de Gante y diversas colecciones privadas) y algún bodegón, además de su colaboración, firmando con el anagrama HA, en el Gabinete de pinturas de Jacob de Formentrou (Reino Unido, The Royal Collection).
Además, pintó varios bodegones de tabaco (los llamados "toebackjes"), que representan la parafernalia de los fumadores.